# Mona de Páscoa

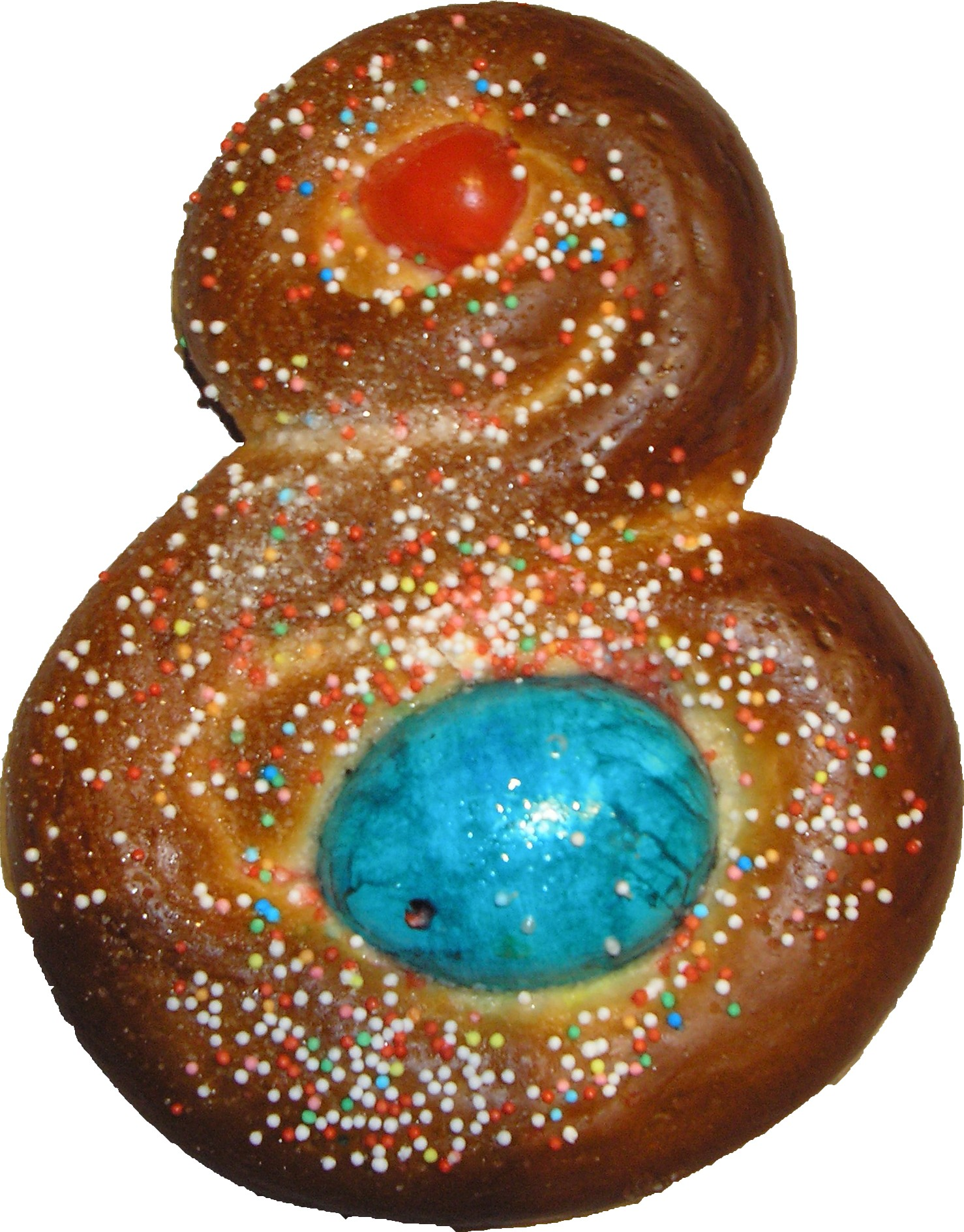
Mona de Páscoa tradicional

A Mona de Páscoa é um alimento típico da Espanha, principalmente das regiões de Aragão, Valência, Catalunha e de certas regiões de Múrcia. Geralmente é uma massa de brioche doce coroada com ovos duros coloridos cuja degustação simboliza que a Quaresma e suas abstinencias se acabaram.  
É um costume consumi-lo com a família e que os avós e padrinhos dêem monas aos netos ou afilhados.
O nome vem do munna ou mouna, termo árabe que significa "provisão da boca", um presente que os mouros faziam aos seus senhores. Mona é uma sobremesa com grande tradição em todo o Levante peninsular. Este doce é famoso em Murcia e está associado às festas da Semana Santa, embora possa ser encontrado ao longo do ano nas diferentes doçarias da capital murciana. Outra localidade conhecida por este produto alimentar é Alberique, na província de Valência, embora também se possa encontrar nas localidades vizinhas, onde é consumido durante todo o ano. No entanto, na maior parte da Comunidade Valenciana o seu consumo está mais restrito à Páscoa. Em Orão e Sicília existem tradições semelhantes.